# 白皮云杉
白皮云杉（学名：Picea aurantiaca）为松科云杉属的植物，是中国的特有植物。分布在中国大陆的四川：康定等地，生长于海拔2,600米至3,600米的地区，目前尚未由人工引种栽培。

## 别名
白皮杉（中国祼子植物志）

## 异名
- Picea aurantiaca Mast. var. retroflexa (Mast.) C. T. Kuan et L. J. Zhou